# Zenodor (escultor)
Zenodor (grec antic: Ζηνόδωρος, llatí: Zenodorus) fou un artista i escultor grec del segle i, potser nadiu de Massília atès que va començar la seva carrera a la Gàl·lia, tot i que el seu lloc de naixement no el menciona cap font. Va florir durant el regnat de Neró.
Es va distingir per la delicadesa de les seves obres en plata i sobretot pels dos immensos colossos que va esculpir. Va fer pels arverns, a la Gàl·lia, un colós que representava el déu Mercuri, que superava en magnitud totes les obres similars, va costar quaranta milions de sestercis, i va trigar deu anys en construir-la. Mentre treballava en aquesta escultura també es va dedicar a fer petites obres de plata. Va copiar dues tasses de Calamis amb tal perfecció que no es distingien de les originals (ut vix ulla differentia esset artis).
Després de mostrar la seva habilitat amb el colós de Mercuri, Neró el va convidar a Roma perquè fes una estàtua colossal del mateix emperador, coneguda com el Colós de Neró, que va situar davant de la Domus Aurea, que mesurava 110 peus. Vespasià, després de l'incendi de la Domus Aurea, el va restaurar i va convertir-la en una estàtua dedicada al Sol). Plini el Vell diu que va veure l'obra a l'estudi de l'artista i es va sorprendre de la semblança amb l'emperador, no només en la maqueta en argila, sinó en el primer esbós fet amb pals, el marc o esquelet de l'obra posterior (Mirabamur in officina non modo ex argilla similitudinem insignem, verum et ex parvis admodum surculis, quod primum operis instaurati fuit). Segons Plini, el resultat final no va ser gaire bo, ja que s'havia perdut el coneixement de les tècniques antigues de fondre el bronze, que donaven bellesa i poder d'expressió a les estàtues. Aquesta afirmació de Plini, es refereix, segons sembla, a que no es va aplicar bé la tècnica d'aliatge del coure i el bronze amb metalls preciosos.